# Juan Fernández de Rojas
Fray Juan Fernández de Rojas (Colmenar de Oreja, 23 de junio de 1752-Convento de San Felipe el Real, 18 de abril de 1819), escritor, historiador y humorista español de la Escuela literaria salmantina del siglo XVIII.

## Biografía
Nació el 23 de junio de 1752 en Colmenar de Oreja (provincia de Madrid) y fue bautizado tras días más tarde, el 26 de junio, en la parroquia de Santa María, recibiendo en la pila bautismal los nombres de Juan Francisco Joaquín. Fueron sus padres Francisco Fernández de Rojas, natural de Villarrubia de Ocaña, y Plácida Mateo Agustín, de Villarejo de Salvanés. En 1765 ingresó en el Convento de San Felipe el Real, en la Orden de San Agustín, en la que profesó tres años después;  
En 1772 marchó a Salamanca donde, con el nombre poético de Liseno, formó parte del grupo de poetas ilustrados denominado Escuela salmantina en torno a fray Diego Tadeo González, quien junto a José Cadalso fue su mentor.   
En 1800 fue nombrado para suceder al padre Manuel Risco en la continuación de la obra histórica del padre Enrique Flórez, la monumental España Sagrada; la frágil salud de Fernández, su poca inclinación a las investigaciones históricas y el saqueo de la biblioteca de Flórez durante la Guerra de Independencia, motivaron que la obra no avanzara nada durante el tiempo que estuvo bajo su dirección, por lo que en 1816 fue exonerado de dicha comisión, siendo sustituido por Antolín Merino y José de la Canal.
Nombrado definidor en el capítulo de 1815 y procurador general de las Provincias de Indias, falleció en su convento el 18 de abril de 1819. Existe un magnífico retrato suyo realizado por Francisco de Goya, quien fue amigo suyo; perteneció a su sobrina, María del Carmen Arteaga, viuda de Marcelo Reboto, médico de Fernando VII, y que ahora está en la Real Academia de la Historia.

## Obra
Escribió poesía anacreóntica y bucólica, y alguna composición desvergonzada como "Pájaro en la liga" que le atribuye José León, pero destacó más como escritor satírico. Con el pseudónimo Alejandro Moya escribió El triunfo de las castañuelas, una sátira y parodia de los enciclopedistas y los tratados científicos y filosóficos de la Ilustración, donde aparecen personajes como Locke o Voltaire y lugares como Madrid, bajo el nombre de Crotalópolis . Llena de ironía y buen humor, Fernández de Rojas dedicó esta obra a Francisco Agustín Florencio, autor del título Crotalogía ó ciencia de las castañuelas, uno de sus propios pseudónimos, y criticó humorísticamente sus propias obras con Impugnación literaria de la Crotalogía, bajo el pseudónimo de Juanito López Polinario. Al mismo grupo pertenece Carta de Madama Crotalistris sobre la segunda parte de la crotalogía (1792), que denuncia la implicación de la aristocracia en el fenómeno popular del tipismo barriobajero y los actos de las Academias. 
Se ocupó de editar las Poesías de fray Diego Tadeo González (1796), aunque el autor había ordenado que se destruyeran. Se le ha atribuido el Libro de moda o Ensayo de la historia de los currutacos, pirracas y madamitas del nuevo cuño (1795), aunque al parecer es de Juan Antonio de Iza Zamácola.
Dejó publicados: 
- "Sermón de Dolores del P. Juan Fernández de Rojas", La Ciudad de Dios, LXXII, 1907, pp. 465-482. [Con prólogo firmado por la Dirección de la revista].
- Con el pseudónimo Francisco Agustín Florencio: Crotalogía o Ciencia de las castañuelas. Valencia, imprenta del Diario [de Valencia], 1792. 5ª edic., 111 págs. Edic. facsimilar, Valencia 1985, Librería París-Valencia.
- Con el pseudónimo Juanito López Polinario: Impugnación literaria a la Crotalogía erudita o ciencia de las castañuelas. Valencia 1792. 64 págs. Edic. facsimilar, Valencia 1993, Librería París-Valencia.
- Con el pseudónimo Alejandro Moya: El triunfo de las castañuelas o mi viaje a Crotalópolis. Madrid 1792, imprenta de González. [Acceso al texto a través de Biblioteca Virtual Miguel de Cervantes].
- Con el pseudónimo Francisco Agustín Florencio: Carta de Madama Crotalistris sobre la Segunda Parte de la Crotalogía. Madrid 1792, imprenta de Benito Cano.
- Con el pseudónimo Cornelio Suárez de Molina: El pájaro en la liga: Epístola gratulatoria al traductor de la liga de la teología moderna con la filosofía. Madrid 1798, oficina de don Benito, págs. 64.
- Libro de moda o ensayo de la historia de los Currutacos, Pirracas y Madamitas de nuevocuño escrita por un Filósofo currutaco. Madrid 1796, imprenta de Don Blas Román.
- El pseudónimo Antonia de Viqueydi: Ilustración, adición o comentario de la Crotalogía, así no con la debida propiedad llamada Ciencia de las Castañuelas. Madrid 1792
- El triunfo de las castañuelas o Mi viaje a Crotalópolis (1792), con el pseudónimo Alejandro Moya.
- Currutaseos, ciencia currutaca o ceremonial de currutacos (1799).